# ポールハイム
ポールハイム (ドイツ語: Pohlheim, ドイツ語発音: [ˈpoːlha͜im] ( 音声ファイル)) は、ドイツ連邦共和国ヘッセン州ギーセン郡に属す市である。

## 地理

### 位置
ポールハイム市は、ギーセン郡南部に位置し、大学都市ギーセンと直接境を接している。ポールハイムはリュッケバッハ川（クレーバッハ川経由でラーン川に注ぐ）沿いに位置している。

### 隣接する市町村
ポールハイム市は、北はギーセンおよびフェルンヴァルト、東はリヒ、南はミュンツェンベルク（ヴェッテラウ郡）、西はラングゲンスおよびリンデンと境を接している。ミュンツェンベルク以外はいずれもギーセン郡に属す市町村である。

### 市区
ドルフ＝ギュル区、ガルベンタイヒ区、グリューニンゲン区、ハウゼン区、ホルツハイム区、ヴァッツェンボルン＝シュタインベルク区がポールハイム市に属している。各市区は、地区委員会を持つ地区行政管区でもある。

## 歴史

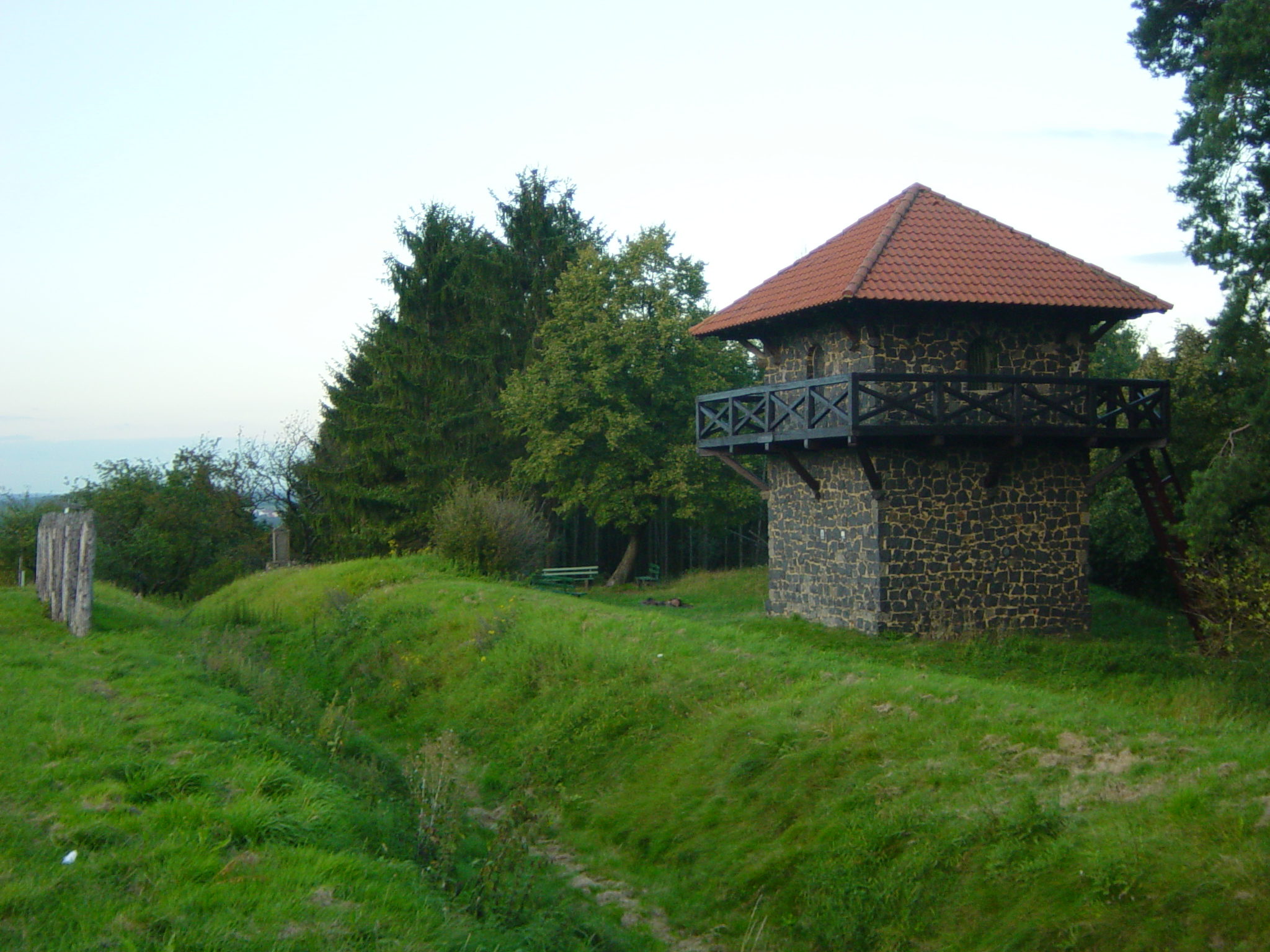
リメスの土塁と復元された監視塔、木柵

ポールハイムの市域内をオーバーゲルマニシャー・リメスが通っていた（ハウゼン区、ヴァッツェンボルン＝シュタインベルク区、ガルベンタイヒ区はリメスの北側、グリューニンゲン区、ドルフ＝ギュル区、ホルツハイム区は南側に位置する）。ポールハイム (Pohlheim) という市名は、かつて存在した村の名前「プファールハイム (Pfahlheim)」に由来する。これはさらにリメスにその語源がある（「杭に面した村 (Dorf an den Pfählen)」）
ガルベンタイヒ (Garbenteich) という地名は「ガルヴァルトのオーク (Garwards Eich)」に由来する。中世、北部の集落はヒュッテンベルクの司法権下に置かれ、南部の集落はアムト・ガムバッハ（1464年からはゾルムス家に質入れされた）に属した。ホルツハイムは790年に初めて文献に記録されており、グリューニンゲンとドルフ＝ギュルは799年、ハウゼンは886年、最も新しいガルベンタイヒとヴァッツェンボルン (Wazenburne) は1141年に最初の記述が遺されている。グリューニンゲンは中世にはすでに、固有の自治体であり、1400年から都市権を有していた。
ポールハイムの北側は、シッフェンベルクの麓に1960年代に建設されたギーセンの住宅地ペータースヴァイアーと境を接している。
1974年9月4日にポールハイムは「シュタット」（市）となった。

### 市町村合併
ポールハイムは、ヘッセン州の地域再編に伴い、1970年12月31日にドルフ＝ギュル、ガルベンタイヒ、グリューニンゲン、ハウゼン、ホルツハイム、ヴァッツェンボルン＝シュタインベルクが合併した。ポールハイムという自治体名は、町域の中央に位置し三十年戦争で荒廃した集落の名前に由来する。

## 住民

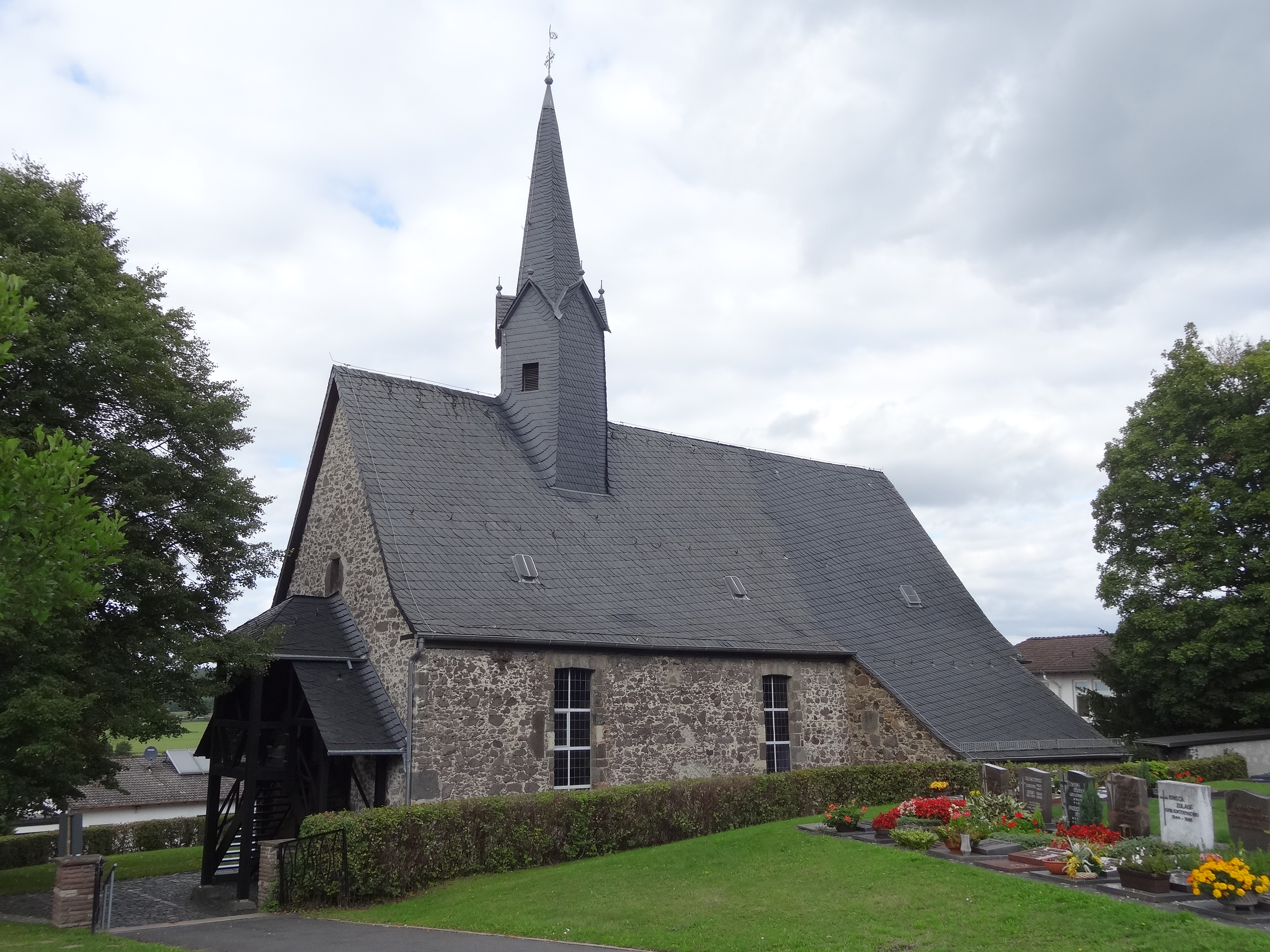
ヴァッツェンボルン＝シュタインベルクのアルテ・キルヒェ

### 宗教
ミッテルヘッセン地方の住民は主に福音主義の信者である。1954年から1955年にヴァッツェンボルン＝シュタインベルクのキリスト教会が建設され、1955年7月24日に献堂された。この集落の最初の牧師は、1606年または1607年にすでに設けられていた。アルテ・キルヒェ（旧教会堂）は、現在のポールハイム市域で最初の教会としておそらく1141年に建設された。シッフェンベルク修道院の創設と時代的に近い。この教会堂は2006年に大規模な修復を受けた。本市の各市区には多くの歴史的な村の教会が遺されている。ドルフ＝ギュルの福音主義改革派教会（1737年）、ガルベンタイヒの福音主義教会（12世紀）、グリューニンゲンの福音主義教会（12-16世紀）、ハウゼンの福音主義教会（13世紀）、ホルツハイムの福音主義改革派教会（1632年）である。

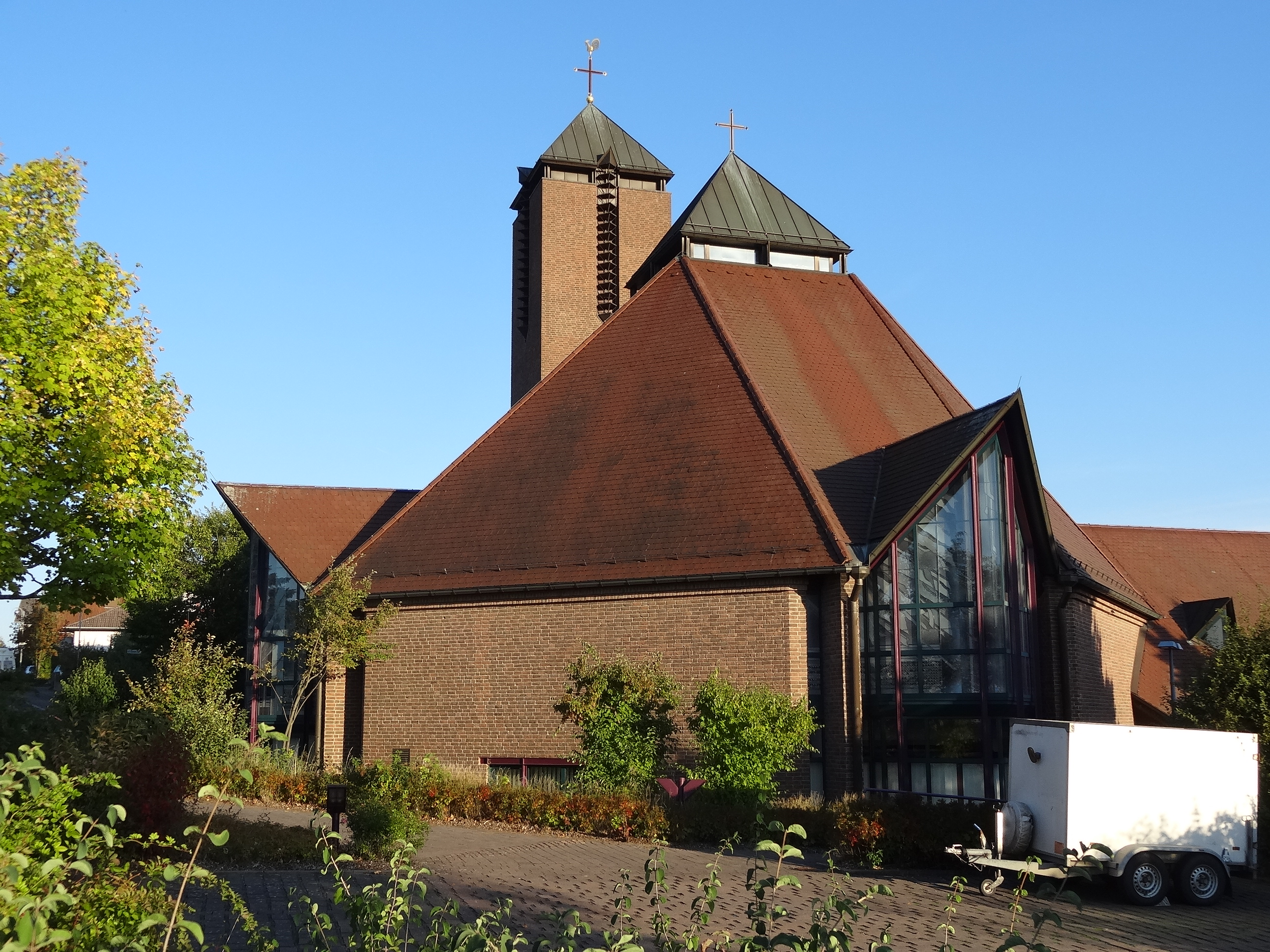
ヴァッツェンボルン＝シュタインベルクのカトリック聖マルティン教会

第二次世界大戦後、多くのカトリック系難民がポールハイムの集落に移り住んだ。この頃にハウゼンの聖ヘドヴィヒ礼拝堂が設立された。この礼拝堂は、ヴァッツェンボルン＝シュタインベルク市区にカトリックの聖マルティン教会が新たに建設された後、シリア正教会に売却された。損傷した聖ヘドヴィヒ礼拝堂が解体された後、2013年、同じ場所にシリア正教会の教会 Mor Had’Bschabo が設けられた。ガルベンタイヒでは Mor Barsaumo 教会が1999年に完成していた。第3のアラム系教会組織がヴァッツェンボルン＝シュタインベルク市区にある。
ポールハイムの教会活動は、自由福音主義教会ポールハイムや3つの地区に分かれてある福音主義シュタットミッションとともにある。さらには、新使徒派教会がヴァッツェンボルン＝シュタインベルク市区にある。
- ヴァッツェンボルン＝シュタインベルクの福音主義教会
- ドルフ＝ギュルの福音主義教会
- ガルベンタイヒの福音主義教会
- グリューニンゲンの福音主義教会
- ハウゼンの福音主義教会
- ホルツハイムの福音主義教会
- シリア正教会の Mor Had’Bschabo
- Mor Barsaumo
- 新使徒派教会

## 行政

### 議会
2011年3月27日の選挙以降、ポールハイムの市議会は 37議席で構成されている。

### 市長
ポールハイム市の市長は、2021年2月1日からアンドレアス・ルック (SPD) が勤めている。彼は、2020年11月1日の市長選挙で 61.75 % と過半数の票を獲得して市長に選出された。

### 紋章
ポールハイム市は、1975年5月1日に、以下に記述する紋章の使用を許された。
図柄: 赤字に金の三角図形（シャーペ）。三角図形内には青いリメスの監視塔が描かれている。向かって左に金のオークの枝、向かって右に金の五線譜と金の八分音符。

### 姉妹都市
ポールハイム市は以下の都市と姉妹都市協定を結んでいる
- アドモント（ドイツ語版、英語版）（オーストリア、シュタイアーマルク州）
- ジルツ（ハンガリー語版、英語版）（ハンガリー、ヴェスプレーム県）
- シュトレーラ（ドイツ語版、英語版）（ドイツ、ザクセン州）

## 経済と社会資本

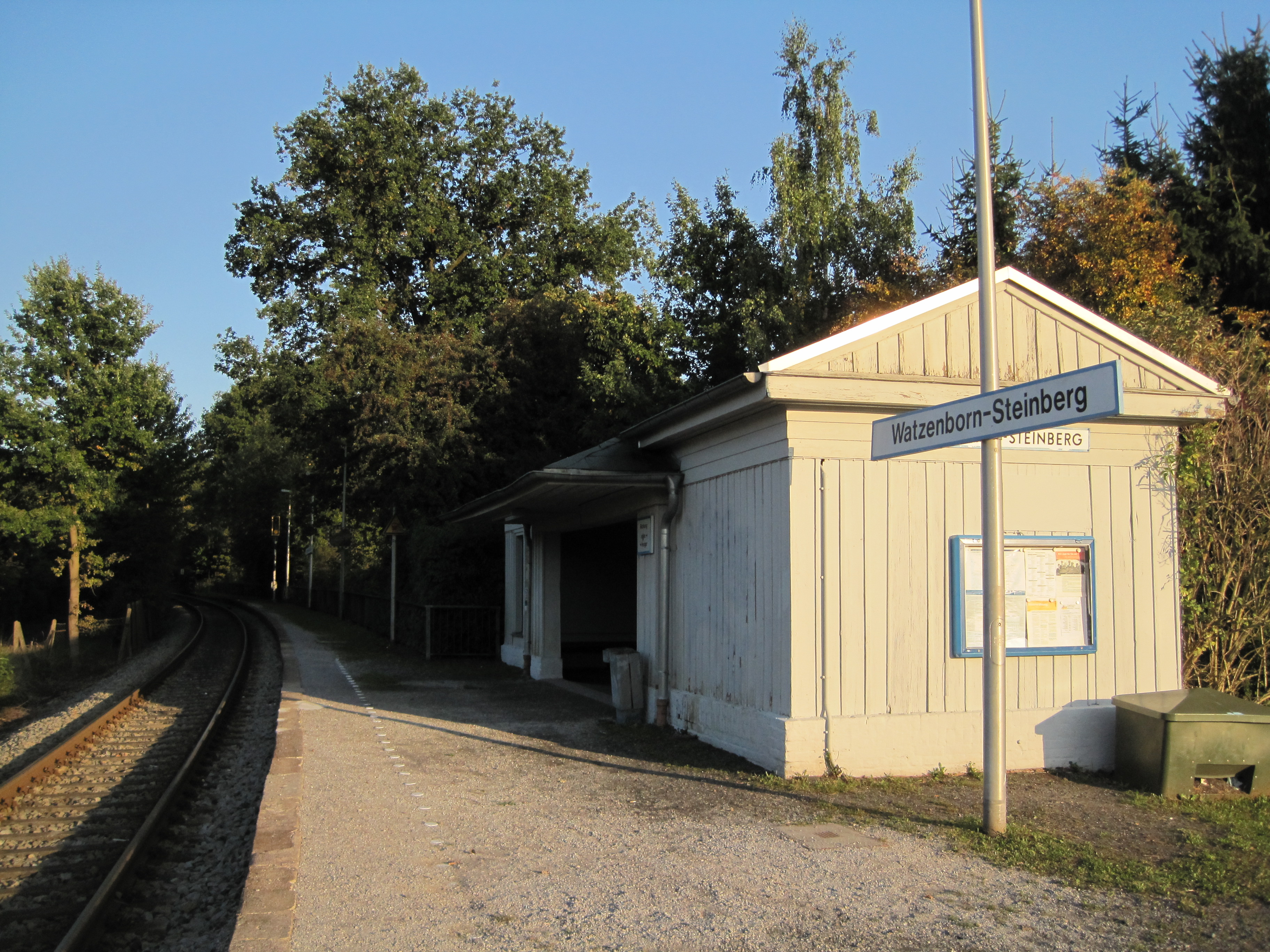
ヴァッツェンボルン＝シュタインベルク駅

### 交通
ポールハイムは、ギーセンからゲルンハウゼンに至るラーン＝キンツィヒ鉄道沿線にあり、ヴァッツェンボルン＝シュタインベルクとガルベンタイヒに駅がある。ただしヴァッツェンボルン＝シュタインベルク駅は実際にはゲーセン市に属すペータースヴァイアー地区にある。公共旅客近郊交通に関しては、本市はライン＝マイン交通連盟のサービス地域に属す。
また、ポールハイムはアウトバーン A5号線（フランクフルト・アム・マイン – カッセル）のミュンツェンベルク・インターチェンジ、A45号線（ハーナウ – ドルトムント、ザウアーラント線）のギーセン・インターチェンジ、A485号線（ギーセン環状線）のシッフェンベルガー・タール・インターチェンジからアクセスできる。
グリューニンゲン市区をドイツ・リメス自転車道が通っている。この自転車道は、ライン川沿いのバート・ヘニンゲンからドナウ川沿いのレーゲンスブルクまで、全長 818 km のオーバーゲルマニシュ＝レティシャー・リメス沿いの自転車道である。

### 経済構造
ギーセン郡では、被雇用者の 0.6 % が農林業、26.6 % が製造業、72.8 % がサービス業に従事している。

### 税収
ギーセン郡の郡域では、人口1人あたり平均 602.9 ユーロの市町村税が徴収される。これはドイツ全体では中レベルの税収入である（連邦平均は 494ユーロ/人）。

## 文化と見所

### スポーツ
- 本市最大のスポーツクラブが、会員数1800人の TV07 ヴァッツェンボルン＝シュタインベルクである。部門としては、エアロビクス、潜水、体操、テニスからクロスカントリースキーや骨粗鬆症体操まである。数多くのレジャースポーツの他に、高度に専門的なスポーツ（特に体操と水泳）も推奨されている[9]。
- サッカークラブ SC トイトニア・ヴァッツェンボルン＝シュタインベルクは1927年に設立された。会員数は500人を超え、現在はフェアバンツリーガ・ミッテに所属している[10]。
- ホルツハイム市区にあるアラム人のサッカークラブ FC トゥルアブディン＝バビロン・ポールハイムは、グルッペンリーガ・ギーセン/マールブルクでプレイしている[11]。
- スポーツフェライン・ガルベンタイヒ（SV1928 ガルベンタイヒ）は、1928年に設立された。このクラブは1,000人以上の会員を擁している[12]。
- TV ホルツハイム、TV ハウゼン、TVグリューニンゲン、SV ガルベンタイヒ、TV07 ヴァッツェンボルン＝シュタインベルクのハンドボール部門から 2001年に HSG ポールハイムが設立された。これらのスポーツクラブのジュニアチームはそれ以前の 1998年に JSG リメスとして統合されていた。このジュニアクラブは、HSG ポールハイムの設立に伴って編入・廃止された。HSG ポールハイムの男子第1チームは、2007/08年シーズンからレギオナルリーガ、2010/11から2012/13年シーズンまで 3部リーガでプレイしたが、その後オーバーリーガ・ヘッセンに降格された。2014年は第3位、2015年は準優勝でシーズンを終えている[13]。
- ポールハイムやその周辺地区にはアイススケート場がないのだが、1990年代にローラースケート愛好家達によってアイス・ローラースポーツクラブ・ポールハイムが設立された。
- もともと1961年にサッカークラブとして設立されたノイエ・スポーツクラブ (NSC) ヴァッツェンボルン＝シュタインベルクは、15チーム、会員数約 300人のヘッセン卓球連盟最大級の卓球クラブに変貌した。その女子第1チームは、2000年に卓球ブンデスリーガ2部に、さらに2012年に卓球ブンデスリーガ1部に昇格した。男子第1チームはレギオナルリーガ・ジュートヴェストに属している。
- CV-1956「ディー・モリス」ヴァッツェンボルン＝シュタインベルク e.V. のダンス部門では、100人以上の若い女性がカーニバルのグループダンスや模範ダンス、ソロのマリーヒェンタンツなどを行っている。ドイツ連邦タンツシュポルトシュピッツ（競技ダンスの大会）では、ヘッセン・チャンピオンとなり（最新は2010年）、南西ドイツチャンピオンのタイトルを獲得したこともある[14]。

## 引用
1. ↑  Hessisches Statistisches Landesamt: Bevölkerung in Hessen am 31.12.2023 (Landkreise, kreisfreie Städte und Gemeinden, Einwohnerzahlen auf Grundlage des Zensus 2011)]
2. ↑  Max Mangold, ed (2005). Duden, Aussprachewörterbuch (6 ed.). Dudenverl. p. 638. ISBN 978-3-411-04066-7
3. ↑  Hauptsatzung der Stadt Pohlheim, Landkreis Gießen（2015年6月27日 閲覧）
4. ↑  Statistisches Bundesamt (Hrsg.): Historisches Gemeindeverzeichnis für die Bundesrepublik Deutschland. Namens-, Grenz- und Schlüsselnummernänderungen bei Gemeinden, Kreisen und Regierungsbezirken vom 27. 5. 1970 bis 31. 12. 1982. W. Kohlhammer GmbH, Stuttgart und Mainz 1983, ISBN 3-17-003263-1, p. 365.
5. ↑  Gerstenmeier, K.-H. (1977): Hessen. Gemeinden und Landkreise nach der Gebietsreform. Eine Dokumentation. Melsungen. p. 307
6. ↑  ヘッセン州統計局: 2011年3月27日のポールハイム市議会議員選挙結果（2015年6月27日 閲覧）
7. ↑  “Bürgermeisterwahl Stadt Pohlheim - Bürgermeisterwahl am 1.11.2020”. 2020年10月1日閲覧。
8. ↑  ポールハイム市公式ウェブサイト（2015年6月27日 閲覧）
9. ↑  TV07 Watzenborn-Steinberg（2015年6月27日 閲覧）
10. ↑  SC Teutonia Watzenborn-Steinberg e.V.（2015年6月27日 閲覧）
11. ↑  FC Turabdin-Babylon Pohlheim（2015年6月27日 閲覧）
12. ↑  SV 1928 Garbenteich e.V.（2015年6月27日 閲覧）
13. ↑  HSG Pohlheim（2015年6月27日 閲覧）
14. ↑  CV-1956 „Die Mollys“ Watzenborn-Steinberg e. V.（2015年6月27日 閲覧）